# Mycena meyeri-ludovici
Mycena meyeri-ludovici (Eichelb.) Sacc. & Trotter – gatunek grzybów z rodziny grzybówkowatych (Mycenaceae).

## Systematyka i nazewnictwo
Pozycja w klasyfikacji według Index Fungorum:  Agaricaceae, Agaricales, Agaricomycetidae, Agaricomycetes, Agaricomycotina, Basidiomycota, Fungi.
Gatunek jako pierwszy opisał Felix Eichelbaum na podstawie obserwacji przeprowadzonych w Amani (Tanzania). Przyporządkowałc go do rodziny pieczarkowatych, nadając nazwę Agaricus meyeri-ludovici (1905) na cześć urzędnika kolonialnego z Tangi, Ludwiga Meyera, późniejszego właściciela dóbr Schönwerder. W 1912 roku ponowną klasyfikację przeprowadzili Pier Andrea Saccardo i Alessandro Trotter, klasyfikując gatunek do rodziny grzybówkowatych.